# GZ Velorum

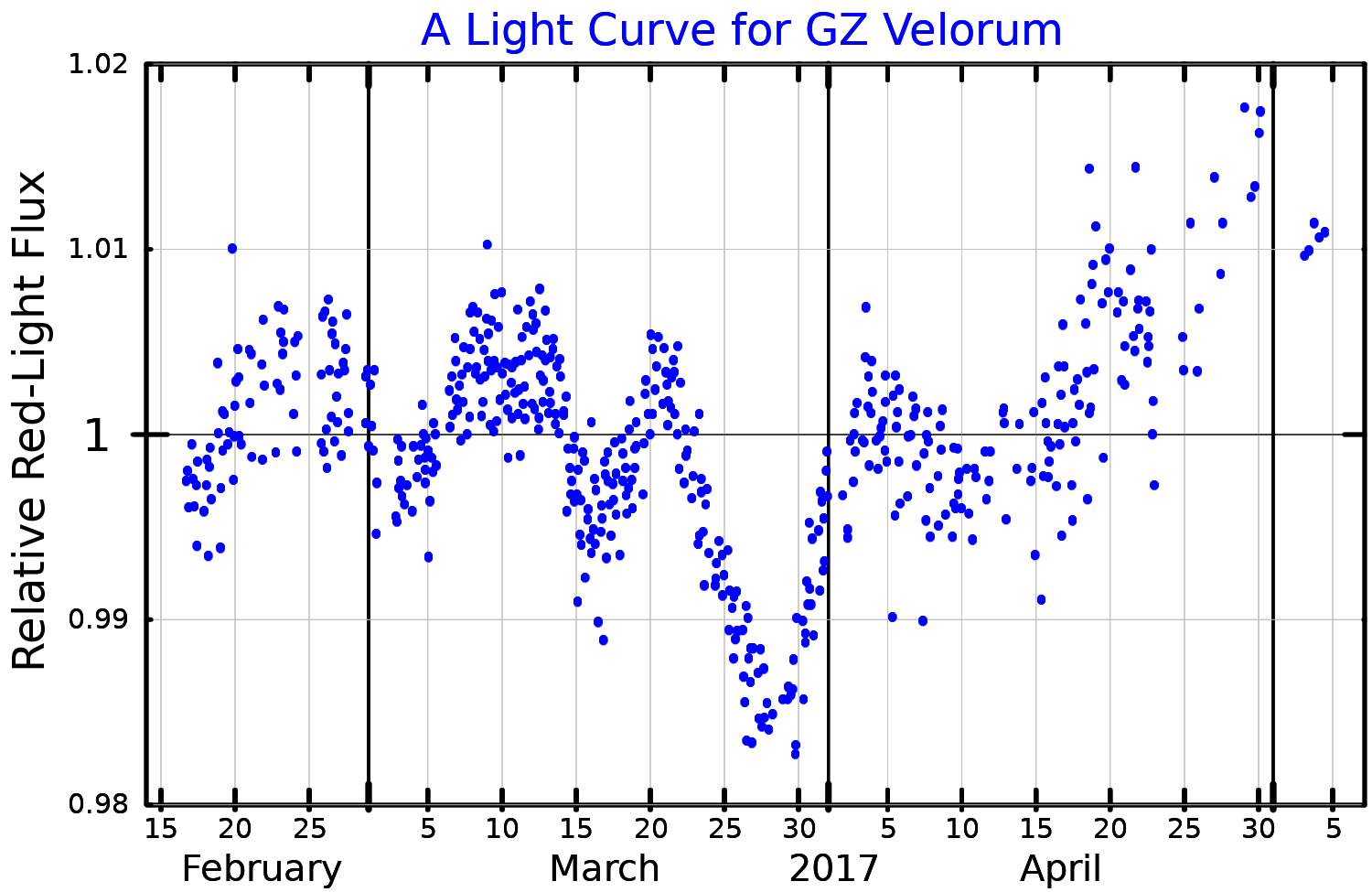
Una curva de luz de banda R para GZ Velorum, adaptada de Kallinger, A&A 624, A35 (2019).

GZ Velorum (GZ Vel / HD 89682 / HR 4063 / HIP 50555) es una estrella variable en la constelación de Vela, la vela del Argo Navis.
De magnitud aparente media +4,58, está aproximadamente a 1830 años luz de distancia del sistema solar.
GZ Velorum es una gigante luminosa naranja de tipo espectral K3II.
Tiene una temperatura superficial de 4140 K y una luminosidad bolométrica —que incluye una importante cantidad de energía emitida en el infrarrojo— 9240 veces mayor que la del Sol.
La medida de su diámetro angular corregida por el oscurecimiento de limbo —3,17 ± 0,04 milisegundos de arco— permite estimar de forma aproximada su radio, dada la incertidumbre en la distancia a la que se encuentra.
Así, su radio es unas 191 veces más grande que el radio solar, lo que equivale a 0,89 UA; si estuviese en el lugar del Sol su superficie se extendería casi hasta la órbita de la Tierra.
Su metalicidad —abundancia relativa de elementos más pesados que el helio— es inferior a la del Sol ([Fe/H] = -0,4) y presenta un contenido bajo de litio.
Tiene una masa aproximada 7,9 veces mayor que la masa solar.
GZ Velorum es una variable irregular de tipo LC, entre las que se cuentan ο1 Canis Majoris y Suhail (λ Velorum), esta última también en la constelación de Vela.
El brillo de GZ Velorum, en banda R, varía entre magnitud +3,43 y +3,81, no existiendo período conocido.